# Intertoto Cup 1988
De Intertoto Cup was sinds 1967 een mogelijkheid voor ploegen om in de zomer te kunnen blijven voetballen. Deze editie van 1988 werd zoals gebruikelijk gehouden tijdens deze zomerstop. Er werden alleen groepswedstrijden georganiseerd, omdat het onhaalbaar bleek om nog knock-outronden te spelen na de zomerstop. Clubs hadden daarvoor een te druk programma en de UEFA had bepaald dat ploegen die al aan UEFA-toernooien zoals de twee edities van de Europa Cup meededen, niet mochten deelnemen aan andere toernooien.
Aan deze editie van het toernooi deden 44 ploegen mee, twaalf meer dan vorig jaar. Er waren elf groepen van vier teams en elk team speelde zes wedstrijden. Er deden vijf ploegen mee uit Denemarken, Oostenrijk en Zweden; vier uit Hongarije, Oost-Duitsland, Tsjecho-Slowakije, West-Duitsland en Zwitserland; twee uit Israël, Nederland, Polen en de SFR Joegoslavië en één uit Bulgarije.
Het Deense Ikast FS uit groep 7 haalde dit toernooi de hoogste score: elf punten en een doelsaldo van +18.

## Eindstanden

### Groep 1
| plaats | Club            | Doelpunten | Punten |
| ------ | --------------- | ---------- | ------ |
| 1.     | Malmö FF        | 11 : 4     | 9      |
| 2.     | Karl-Marx-Stadt | 8 : 7      | 8      |
| 3.     | Hannover 96     | 10 : 9     | 4      |
| 4.     | FC Den Haag     | 7 : 16     | 3      |

### Groep 2
| plaats | Club          | Doelpunten | Punten |
| ------ | ------------- | ---------- | ------ |
| 1.     | IFK Göteborg  | 10 : 7     | 8      |
| 2.     | Sigma Olomouc | 10 : 10    | 7      |
| 3.     | Slavia Sofia  | 8 : 9      | 5      |
| 4.     | FC Aarau      | 7 : 9      | 4      |

### Groep 3
| plaats | Club          | Doelpunten | Punten |
| ------ | ------------- | ---------- | ------ |
| 1.     | Banik Ostrava | 12 : 11    | 8      |
| 2.     | Örgryte IS    | 13 : 9     | 7      |
| 3.     | Brondby IF    | 10 : 10    | 6      |
| 4.     | Chemie Halle  | 5 : 10     | 3      |

### Groep 4
| plaats | Club                | Doelpunten | Punten |
| ------ | ------------------- | ---------- | ------ |
| 1.     | Vienna              | 11 : 14    | 7      |
| 2.     | TJ Rudá Hvězda Cheb | 11 : 7     | 6      |
| 3.     | Vejle BK            | 6 : 6      | 6      |
| 4.     | Banyasz Tatabánya   | 7 : 8      | 5      |

### Groep 5
| plaats | Club                 | Doelpunten | Punten |
| ------ | -------------------- | ---------- | ------ |
| 1.     | BSC Young Boys Bern  | 16 : 9     | 8      |
| 2.     | DAC Dunajska Streda  | 12 : 8     | 7      |
| 3.     | IFK Norrköping       | 8 : 13     | 5      |
| 4.     | Szombathelyi Haladás | 6 : 12     | 4      |

### Groep 6
| plaats | Club              | Doelpunten | Punten |
| ------ | ----------------- | ---------- | ------ |
| 1.     | FC Kaiserslautern | 15 : 8     | 9      |
| 2.     | Admira Wacker     | 12 : 7     | 7      |
| 3.     | FC Luzern         | 11 : 10    | 7      |
| 4.     | ŁKS Łódź          | 9 : 22     | 1      |

### Groep 7
| plaats | Club              | Doelpunten | Punten |
| ------ | ----------------- | ---------- | ------ |
| 1.     | Ikast FS          | 20 : 2     | 11     |
| 2.     | Sturm Graz        | 13 : 10    | 7      |
| 3.     | Beitar Jeruzalem  | 8 : 16     | 4      |
| 4.     | Sjimsjon Tel Aviv | 3 : 16     | 2      |

### Groep 8
| plaats | Club               | Doelpunten | Punten |
| ------ | ------------------ | ---------- | ------ |
| 1.     | FC Carl Zeiss Jena | 8 : 11     | 7      |
| 2.     | Rad Beograd        | 11 : 7     | 6      |
| 3.     | Aarhus GF          | 10 : 9     | 6      |
| 4.     | Tirol Innsbruck    | 10 : 12    | 5      |

### Groep 9
| plaats | Club             | Doelpunten | Punten |
| ------ | ---------------- | ---------- | ------ |
| 1.     | Grasshopper-Club | 8 : 2      | 10     |
| 2.     | Pécsi MSC        | 6 : 6      | 5      |
| 3.     | Pogon Szczecin   | 3 : 4      | 5      |
| 4.     | Östers IF        | 5 : 10     | 4      |

### Groep 10
| plaats | Club               | Doelpunten | Punten |
| ------ | ------------------ | ---------- | ------ |
| 1.     | Karlsruher SC      | 13 : 7     | 7      |
| 2.     | Vojvodina Novi Sad | 11 : 7     | 7      |
| 3.     | MTK Boedapest      | 5 : 9      | 6      |
| 4.     | Grazer AK          | 5 : 11     | 4      |

### Groep 11
| plaats | Club            | Doelpunten | Punten |
| ------ | --------------- | ---------- | ------ |
| 1.     | Bayer Uerdingen | 11 : 4     | 11     |
| 2.     | OB Odense       | 16 : 10    | 7      |
| 3.     | FC Magdeburg    | 9 : 15     | 4      |
| 4.     | AZ'67           | 10 : 17    | 2      |